# Simon van den Bent
Simon (Siem) van den Bent (Ede, 22 september 1919 - Fort de Bilt, 10 oktober 1944) was een Nederlandse verzetsstrijder in de Tweede Wereldoorlog. Hij was lid van de Edese afdeling van de Binnenlandse Strijdkrachten en werd gepakt toen hij vier Britse militairen naar bevrijd gebied probeerde te smokkelen. Een dag na zijn arrestatie werd hij standrechtelijk geëxecuteerd.

## Levensloop
Van den Bent groeide op in Ede. Hij was een van de oprichters van voetbalclub DTS'35. Van den Bent werkte als kantoorbediende en was lid van de Nederlandse Hervormde Kerk. Het grootste deel van de Tweede Wereldoorlog bracht hij samen met zijn broer Maarten door in Amsterdam. In het najaar van 1944 maakte hun zus Lena, die was getrouwd met de verzetsman Driekus van de Pol, hen er op attent dat het verzet in Ede en omgeving nog wel wat mankracht kon gebruiken. Zijn oudere broer Jo was op dat moment al meerdere jaren actief in het verzet.
Na de door de geallieerden verloren Slag om Arnhem waren veel Britse parachutisten in de regio achtergebleven. Aanvankelijk werd geprobeerd hen in kleine groepjes door de Duitse linies heen te smokkelen via Tiel. Op 9 oktober 1944 waagde een groep bestaande uit vier Britse militairen en vier verzetsmensen, te weten Jaap van den Berg, Henk van Egmond en de broers Simon en Maarten, een poging. Drie militairen en Simon van den Bent werden gepakt, ondanks een vluchtpoging. Volgens Maarten van den Bent keek zijn broer niet achterom om hem en anderen die een eind achter hem liepen niet te verraden. De militairen raakten in krijgsgevangenschap, Simon van den Bent werd een dag later gefusilleerd. Zijn familie kwam daar pas na de oorlog achter. Zijn graf werd pas in de zomer van 1946 ontdekt.
De verdwijning van Van den Bent was de reden voor het Edese verzet om te stoppen met de ontsnappingsroute via Tiel. Op 20 oktober 1944 ontsnapte een groep van honderdveertig man, inclusief Simons broers Maarten en Job van den Bent, tijdens Operatie Pegasus I dwars door de Duitse linies heen naar bevrijd gebied.

## Postuum
Na de oorlog werd het lichaam van Van den Bent bijgezet in Het Mausoleum in Ede. Hij ontving postuum de Amerikaanse Medal of Freedom. Op een herdenkingsmonument in Fort de Bilt staat de naam van Van den Bent genoemd. TV Gelderland besteedde in het programma Ode aan de doden van 30 november 2010 aandacht aan zijn dood.